# Courcelles-sous-Châtenois
Courcelles-sous-Châtenois je francouzská obec v departementu Vosges v regionu Grand Est.

## Vývoj počtu obyvatel
Počet obyvatel